# Diogo Jota
Diogo José Teixeira da Silva (Massarelos, Oporto, 4 de diciembre de 1996-Cernadilla, Zamora, 3 de julio de 2025), conocido deportivamente como Diogo Jota, fue un futbolista portugués que jugaba como delantero.
Comenzó su carrera en el Paços de Ferreira, antes de fichar por el Atlético de Madrid en 2016. Durante su etapa en el Atlético, fue cedido consecutivamente al FC Porto de la Primeira Liga en 2016 y al Wolverhampton Wanderers de la EFL Championship en 2017. Tras haberlos ayudado a ascender a la Premier League, se unió al club por 14 millones de euros en 2017, con el que disputó 131 partidos, anotando 44 goles. En 2020, fichó por el Liverpool por un monto estimado en 41 millones de libras. Jugó 182 partidos y marcó 65 goles durante cinco temporadas, contribuyendo a la conquista de la Premier League en la temporada 2024-25, una FA Cup, dos Copas de la Liga y una Community Shield.
Como internacional juvenil con Portugal, representó a su país en las categorías sub-19, sub-21 y sub-23. Hizo su debut internacional absoluto con la selección de Portugal el 14 de noviembre de 2019 y fue seleccionado para disputar dos Eurocopas (2020 y 2024). Además, ganó la Liga de Naciones de la UEFA en 2019 y 2025.
Falleció la madrugada del 3 de julio de 2025 en Zamora a los 28 años en un accidente de tráfico junto con su hermano André, también futbolista.

## Biografía
Nació el 4 de diciembre de 1996 en el barrio de Massarelos, en Oporto (Portugal). Hijo de Joaquim e Isabel Silva, quienes lo criaron junto con su hermano menor, André Filipe Teixeira da Silva, también futbolista. Su familia, originaria del área metropolitana de Oporto y de raíces humildes, se estableció en el municipio de Gondomar, ubicado en la región Norte de Portugal. Allí, en un entorno de clase trabajadora, Diogo creció junto con su hermano menor, André, en un contexto familiar ligado al deporte y al esfuerzo cotidiano, donde comenzó su vinculación temprana con el fútbol.
Desde sus primeros años, mostró una inclinación natural hacia el fútbol ofensivo. Si bien comenzó jugando de manera informal en los campos de tierra de su barrio en Gondomar, su primer contacto con una estructura formativa organizada se dio en el club local Gondomar S.C., donde ingresó en edad infantil. A los 13 años, fue observado por ojeadores del Paços de Ferreira, institución a la que se incorporó en 2013 para integrarse en sus divisiones menores. Allí destacó rápidamente por su movilidad, capacidad goleadora y comprensión táctica del juego, lo que le permitió progresar con rapidez en las categorías juveniles.

## Trayectoria

### Inicios en Portugal (2014-2016)
En 2014, con apenas 17 años, fue promovido al primer equipo del Paços de Ferreira para afrontar la temporada 2014-15. Su debut profesional se produjo ese mismo año en un partido de Copa de Portugal, convirtiéndose en uno de los jugadores más jóvenes en hacerlo con el club. El 20 de febrero de 2015 debutó en la Primeira Liga, ingresando en los minutos finales de un empate a dos contra el Vitória de Guimarães. El 17 de mayo marcó sus dos primeros goles en la máxima categoría, en un triunfo 3-2 frente al Académica de Coimbra, y se convirtió en el jugador más joven en anotar para el club en dicha división. El 30 de mayo firmó una renovación contractual por cinco temporadas. En el inicio de la campaña siguiente fue expulsado en el tiempo añadido de una victoria 1-0 sobre Académica, tras un altercado con Hugo Seco.
El 14 de marzo de 2016 se anunció su fichaje por el Atlético de Madrid, con un contrato válido a partir del 1 de julio. Sin embargo, el club decidió cederlo al Porto, con el equipo portugués disputó la Liga de Campeones de la UEFA y marcó un triplete en la victoria 4-0 sobre Nacional el 1 de octubre de 2016. El 7 de diciembre anotó su primer gol en competición europea en el triunfo 5-0 ante el Leicester City.

### Wolverhampton Wanderers (2017-2020)

#### Ascenso a la Premier League y Europa League

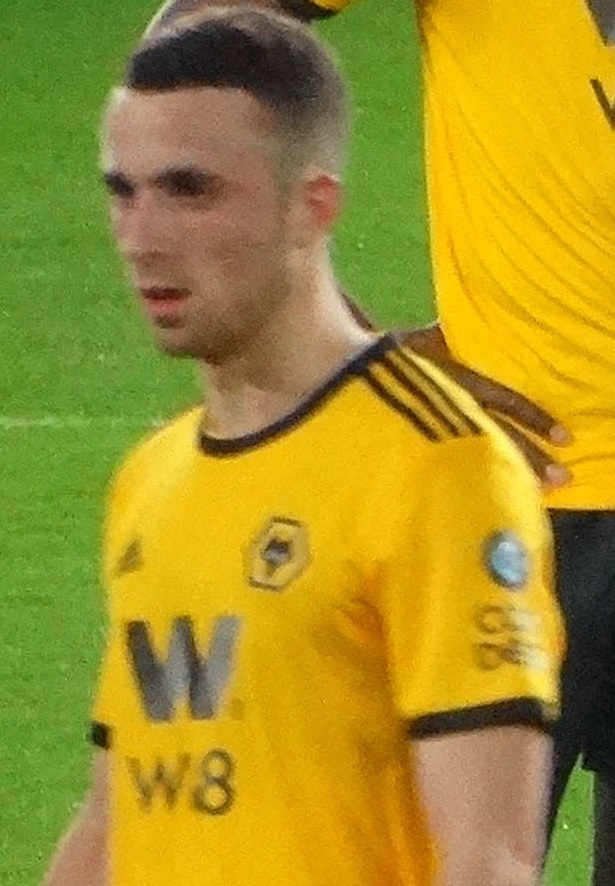
Diogo Jota durante su etapa en el Wolverhampton Wanderers en 2018

El 25 de julio de 2017, Jota fichó por el Wolverhampton Wanderers, de la EFL Championship, en calidad de préstamo por una temporada. Marcó su primer gol el 15 de agosto, en una victoria por 3-2 como visitante ante el Hull City. El 30 de enero de 2018, se anunció que se había llegado a un acuerdo para su traspaso definitivo por una suma estimada en 14 millones de euros, efectivo a partir del 1 de julio. En su primera temporada anotó 17 goles en liga —su mejor marca personal—, quedando quinto en la tabla de goleadores, y ayudó al equipo a lograr el ascenso a la Premier League como campeón. Debido a las regulaciones de la English Football League, usó su apellido legal en la camiseta durante el Championship, pero pudo cambiarlo a «Diogo J» tras el ascenso.
Jota debutó en la Premier League el 11 de agosto de 2018, jugando los 90 minutos en el empate a dos en casa ante el Everton. Marcó su primer gol en la competición el 5 de diciembre, ayudando al equipo a remontar y vencer al Chelsea por 2 a 1. Su segundo gol llegó cuatro días después, en una victoria por el mismo marcador ante el Newcastle United. El 19 de enero de 2019, Jota anotó tres goles en la victoria por 4 a 3 ante el Leicester City, consiguiendo el segundo triplete de su carrera. Con ello, se convirtió en el segundo jugador portugués en lograr un hat-trick en la Premier League, después de Cristiano Ronaldo 11 años antes. Fue además el primer triplete de un jugador del club en la historia de la competición y el primero en la máxima categoría del fútbol inglés desde John Richards, también contra el Leicester, en octubre de 1977. El 16 de marzo de 2019, Jota marcó el gol de la victoria en el triunfo por 2-1 ante el Manchester United en la FA Cup 2018-19, lo que permitió al Wolverhampton alcanzar su primera semifinal en el torneo desde la temporada 1997-98.

#### Última temporada con los Wolves
El 25 de julio de 2019, Jota marcó en la victoria por 2-0 sobre el Crusaders de Irlanda del Norte en la segunda ronda clasificatoria de la Europa League, anotando el primer gol europeo del Wolverhampton desde octubre de 1980. En la siguiente ronda, el 15 de agosto, anotó un gol de chilena para cerrar la victoria por 4 a 0 (8-0 en el global) sobre el Pyunik.
En el último partido de la fase de grupos, disputado el 12 de diciembre de 2019 en casa frente al Beşiktaş, Jota ingresó como suplente por su compatriota Rúben Neves en el minuto 56, con el marcador aún sin goles. Anotó tras 72 segundos en el campo y completó un hat-trick en solo doce minutos, en una victoria final de 4 a 0. El 20 de febrero siguiente, marcó otro triplete en una victoria por el mismo marcador ante el Espanyol, en la ida de los dieciseisavos de final del torneo. Su última aparición con los Wolves fue como suplente en la segunda mitad del partido de cuartos de final de la Europa League ante el Sevilla, el 11 de agosto de 2020. Su gol número 44 y último con el club fue en la victoria por 3 a 0 sobre el Everton en liga, el 12 de julio.

### Etapa en Liverpool (2020-2025)

#### Temporada de debut

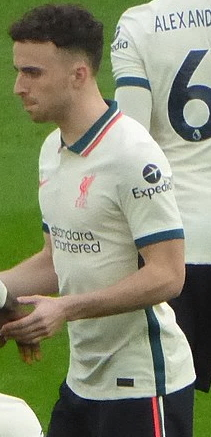
Diogo Jota con el Liverpool F. C. en un partido de Premier League.

El 19 de septiembre de 2020, Diogo Jota se unió al Liverpool F. C. con un contrato a largo plazo, por una cifra reportada de 41 millones de libras, que podía ascender a 45 millones con variables. Debutó cinco días después en la EFL Cup, ingresando como suplente en la segunda mitad en la victoria por 7 a 2 sobre el Lincoln City. El 28 de septiembre marcó en su debut en la Premier League con el club, anotando el tercer gol en el triunfo por 3 a 1 ante el Arsenal en Anfield. Posteriormente, el 27 de octubre, anotó el gol número 10 mil en la historia del Liverpool, en un partido de la fase de grupos de la UEFA Champions League ante el Midtjylland. El 3 de noviembre logró un hat-trick en la victoria por 5-0 como visitante frente al Atalanta, convirtiéndose en el primer jugador desde Robbie Fowler en 1993 en anotar siete goles en sus primeros diez partidos con el club. El 22 de noviembre marcó en la victoria por 3-0 ante el Leicester City, convirtiéndose en el primer jugador del Liverpool en anotar en sus primeros cuatro partidos como local en la Premier League. Por sus actuaciones, fue elegido Jugador del Mes del club en octubre por los hinchas. Sin embargo, el 9 de diciembre sufrió una lesión en la pierna durante un partido de Champions ante el Midtjylland —ya sin importancia para la clasificación— que lo mantuvo fuera de las canchas durante tres meses, interrumpiendo su prometedor inicio con los Reds.
Jota cerró su temporada de debut con el Liverpool con nueve goles en la Premier League, incluyendo un tanto de taco en la victoria por 4 a 2 como visitante ante el Manchester United. Su aporte fue clave para que el equipo terminara en la tercera posición del campeonato y asegurara la clasificación a la UEFA Champions League.

#### Doblete nacional y final europea
El 14 de agosto de 2021, Jota anotó el primer gol del Liverpool en la temporada 2021-22 de la Premier League, en la victoria por 3-0 como visitante ante el recién ascendido Norwich City. El 24 de octubre, volvió a marcar en la histórica goleada por 5-0 frente al Manchester United en Old Trafford, uno de los clásicos más destacados del fútbol inglés. El 3 de noviembre, abrió el marcador en la victoria por 2-0 sobre su exequipo, el Atlético de Madrid, en la fase de grupos de la UEFA Champions League, resultado que aseguró la clasificación del Liverpool a los octavos de final como primeros del grupo. El 1 de diciembre, anotó el cuarto gol en el triunfo por 4-1 ante el Everton en el derbi de Merseyside. Con ese resultado, el Liverpool se convirtió en el primer equipo en la historia de la máxima categoría del fútbol inglés en marcar al menos dos goles en dieciocho partidos consecutivos en todas las competiciones. Gracias a sus actuaciones, fue elegido Jugador del Mes por los aficionados según la PFA en noviembre. El 16 de diciembre, marcó el primer gol en la victoria por 3-1 ante el Newcastle United, partido que representó la victoria número 2000 del Liverpool en la máxima categoría del fútbol inglés.

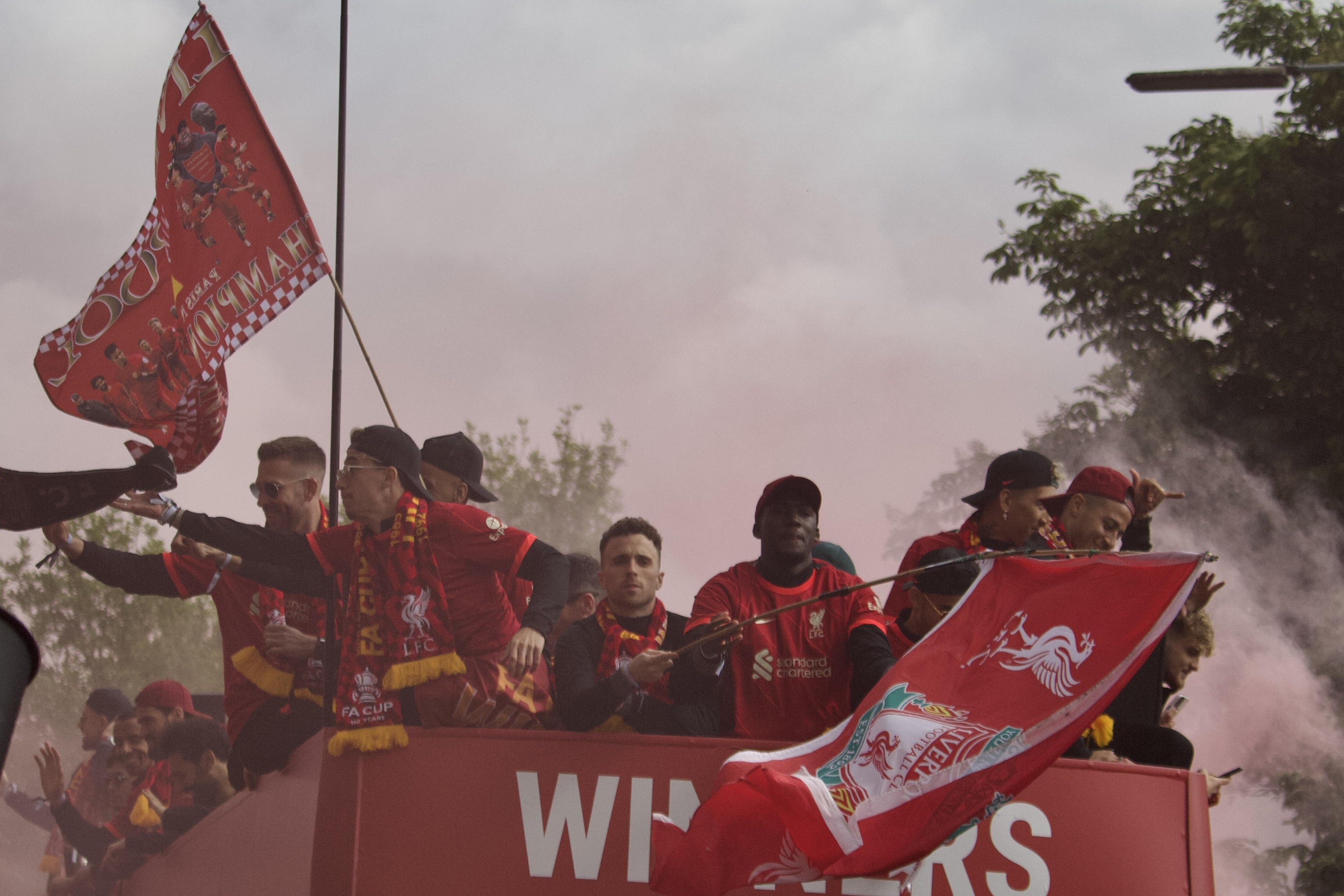
Jota en el desfile de trofeos de la EFL y la FA Cup en las calles de Liverpool el 29 de mayo de 2022, el día después del final de la temporada 2021-22.

En las semifinales de la EFL Cup, Jota marcó los dos goles en la victoria por 2 a 0 como visitante ante el Arsenal, clasificando al Liverpool a la final del torneo. El 27 de febrero, tras un empate sin goles ante el Chelsea en la final y luego de la prórroga, convirtió su penal en la tanda de definición, contribuyendo a que el Liverpool ganara su primera Copa de la Liga desde 2012. El 14 de mayo, en la final de la FA Cup de 2022, ingresó como suplente en el minuto 33 para reemplazar al lesionado Mohamed Salah. Nuevamente, el encuentro ante el Chelsea se definió por penales tras un empate sin goles, y Jota volvió a anotar desde los doce pasos para ayudar al equipo a conquistar el título. El 28 de mayo, disputó los últimos minutos de la final de la UEFA Champions League 2022, ingresando en el minuto 65, en la derrota por 1-0 frente al Real Madrid.

#### Extensión de contrato y lesiones recurrentes
Sufrió una lesión en el tendón de la corva durante el entrenamiento de pretemporada, lo que le hizo perderse el inicio de la temporada. El 2 de agosto de 2022, firmó un contrato a largo plazo con el Liverpool. Hizo su primera aparición el 3 de septiembre, reemplazando a Darwin Núñez en el minuto 80 de un empate 0-0 con el Everton en Merseyside. El 12 de octubre, entró como suplente en un partido de la Liga de Campeones contra el Rangers y proporcionó tres asistencias en un partido por primera vez en su carrera, las tres para Mohamed Salah, quien anotó un hat-trick en seis minutos y doce segundos en una victoria por 7-1. Sufrió otra lesión el 16 de octubre, esta vez siendo sustituido por un problema en la pantorrilla durante una victoria en casa por 1-0 sobre el Manchester City; esto también significó que se perdió la Copa del Mundo de 2022 en Qatar.  Regresó de una ausencia prolongada el 13 de febrero de 2023, entrando como suplente en el minuto 70 en una victoria de liga por 2-0 sobre el Everton.
Tras más de un año sin marcar —su último gol fue el 10 de abril de 2022—, marcó dos goles el 17 de abril en la victoria en casa por 6-1 sobre el Leeds United.  El 30 de abril, después de que el Liverpool remontara una desventaja de tres goles para vencer al Tottenham Hotspur, marcó el gol de la victoria en la prórroga para poner el 4-3, por lo que fue nominado al premio al Jugador del Mes de la Premier League. El Liverpool terminó la temporada a punto de conseguir los puestos de clasificación para la Liga de Campeones.

#### Victoria en la Copa de la Liga
Comenzó su nueva temporada el 19 de agosto de 2023, anotando un gol en la victoria por 3-1 sobre el Bournemouth, tras una temporada anterior plagada de lesiones. El 30 de septiembre, fue expulsado a los 24 minutos de partido contra el Tottenham, dejando al equipo con nueve hombres. Su actuación fue criticada por varios expertos, como Stephen Warnock, que lo calificó de «débil, no encontró el ritmo del partido tras entrar como suplente», mientras que Gary Neville consideró justificada la tarjeta roja y calificó de «estúpida» la actuación del delantero. Marcó su primer gol en la fase de grupos de la Europa League 2023-24 el 5 de octubre, en la victoria por 2-0 sobre el Union Saint-Gilloise.
En enero de 2024, cuando Mohamed Salah se lesionó en la Copa Africana de Naciones, asumió como delantero. Formó una dupla efectiva con Darwin Núñez, y durante este período marcó cinco goles y dio dos asistencias en las victorias contra Burnley, Newcastle United, Bournemouth y Chelsea. Sus actuaciones le valieron el premio al Jugador del Mes de la Premier League en enero. El 17 de febrero, sufrió una lesión de rodilla en la victoria a domicilio por 4-1 sobre el Brentford, que lo descartó durante dos meses. Regresó como suplente el 11 de abril en el partido de ida de los cuartos de final de la Europa League, una derrota en casa por 3-0 ante el Atalanta. Unos días después, el 21 de abril, contra el Fulham, se vio obligado a retirarse por otra lesión y fue descartado para el resto de la temporada.

#### Título de la Premier League
El 17 de agosto de 2024, marcó el primer gol del Liverpool con el nuevo entrenador Arne Slot, en una victoria a domicilio por 2-0 sobre el Ipswich Town. Comenzó en la posición número 9 en los partidos posteriores, ya que era tácticamente más adecuado para el sistema de Slot, a menudo retrocediendo y jugando en un rol de falso nueve, compitiendo con Darwin Núñez por un lugar como titular. El 5 de octubre, hizo su comienzo número 100 para el club, anotando el único gol del partido en una victoria a domicilio sobre el Crystal Palace. El 2 de abril de 2025, marcó el gol de la victoria, su último gol, en un derbi de Merseyside contra el Everton en Anfield, manteniendo a su equipo con 12 puntos de ventaja en la cima de la Premier League. El 27 de abril, el equipo ganó la Premier League 2024-25, el cuarto y último trofeo de Jota para el club.

## Estilo de juego
Jota era un delantero versátil que podía desempeñarse en diversas posiciones de ataque: jugaba como delantero centro, delantero rematador clásico, extremo, falso nueve y delantero central. Aunque se le consideraba principalmente diestro, disparaba con potencia y precisión con ambas piernas. Su excelente definición, su ritmo explosivo, su regate, su posicionamiento, su movimiento y su control del balón lo hacían especialmente efectivo en los contraataques. También contribuía activamente a la defensa y tenía una ética de trabajo excepcional en el campo.

## Vida personal
Su apellido real era Silva, pero de joven empezó a usar la abreviatura Diogo J. —por su segundo nombre, José— para diferenciarse de otros jugadores con el mismo apellido, práctica que finalmente derivó, debido a la pronunciación de la letra en portugués, a que fuera conocido como «Jota».
El hermano de Jota, André Silva, también fue futbolista profesional. Al igual que él, André comenzó su carrera en el Gondomar y posteriormente jugó en las categorías inferiores del FC Paços de Ferreira. Cuando Jota llegó cedido al Porto en 2016, André jugaba en las categorías inferiores del club. Al momento de su fallecimiento, André jugaba en el Penafiel, un club de la segunda división portuguesa.
Jota era un ávido jugador de videojuegos y, en febrero de 2021, ocupó el puesto número uno del mundo en la FIFA 21 Champions League. También tenía su propio equipo de deportes electrónicos llamado Luna Galaxy (anteriormente Diogo Jota eSports) y transmitía regularmente en Twitch. Durante el confinamiento por la COVID-19, participó en el torneo FIFA Invitational de la Premier League, donde derrotó a su futuro compañero de equipo Trent Alexander-Arnold en la final.
Se casó con su novia de la secundaria, Rute Cardoso, el 22 de junio de 2025, apenas once días antes de su muerte. La pareja tuvo tres hijos.

## Fallecimiento
El 3 de julio de 2025, Jota y su hermano menor André se vieron involucrados en un accidente automovilístico fatal en la provincia de Zamora, España, mientras se dirigían a Liverpool para el entrenamiento de pretemporada. Jota se había sometido recientemente a una cirugía menor de pulmón en Oporto y desde entonces se había casado. Como no podía volar por consejo médico, planeaba regresar a Inglaterra en ferry desde Santander, España. De camino al puerto, la gendarmería española dijo que el Lamborghini Huracán que conducía Jota sufrió un pinchazo al adelantar en la autopista A-52 cerca del kilómetro 64 en Cernadilla, lo que provocó que el automóvil se saliera de la carretera y se incendiara. El accidente ocurrió entre las 00:30 y las 00:40 después de la medianoche, horario central europea de verano (CEST). El servicio de ambulancias que llegó confirmó que ambos hermanos habían muerto en el lugar. Jota tenía 28 años y André 25. La Gendarmería Española declaró en un comunicado que todas las pruebas hasta el momento indican que Jota conducía el coche en el momento del accidente y que el vehículo excedía significativamente el límite de velocidad en la autopista. El informe pericial oficial aún se está elaborando y se presentará ante el Juzgado de Puebla de Sanabria.
El 4 de julio de 2025 se celebró una vigilia por los hermanos en Gondomar, Portugal, donde cientos de familiares, amigos y figuras públicas, entre ellos el primer ministro Luís Montenegro y el presidente Marcelo Rebelo de Sousa, presentaron sus respetos. El funeral tuvo lugar a la mañana siguiente en la cercana iglesia parroquial de Gondomar, presidido por el obispo Manuel Linda de Oporto. Los jugadores del Liverpool, Virgil van Dijk y Andrew Robertson, depositaron coronas florales en memoria de Jota y André, mientras que el internacional portugués Rúben Neves fue el portador del féretro de Jota. Tras el funeral, los hermanos fueron enterrados uno junto al otro en el cementerio junto a la iglesia.

### Su memoria

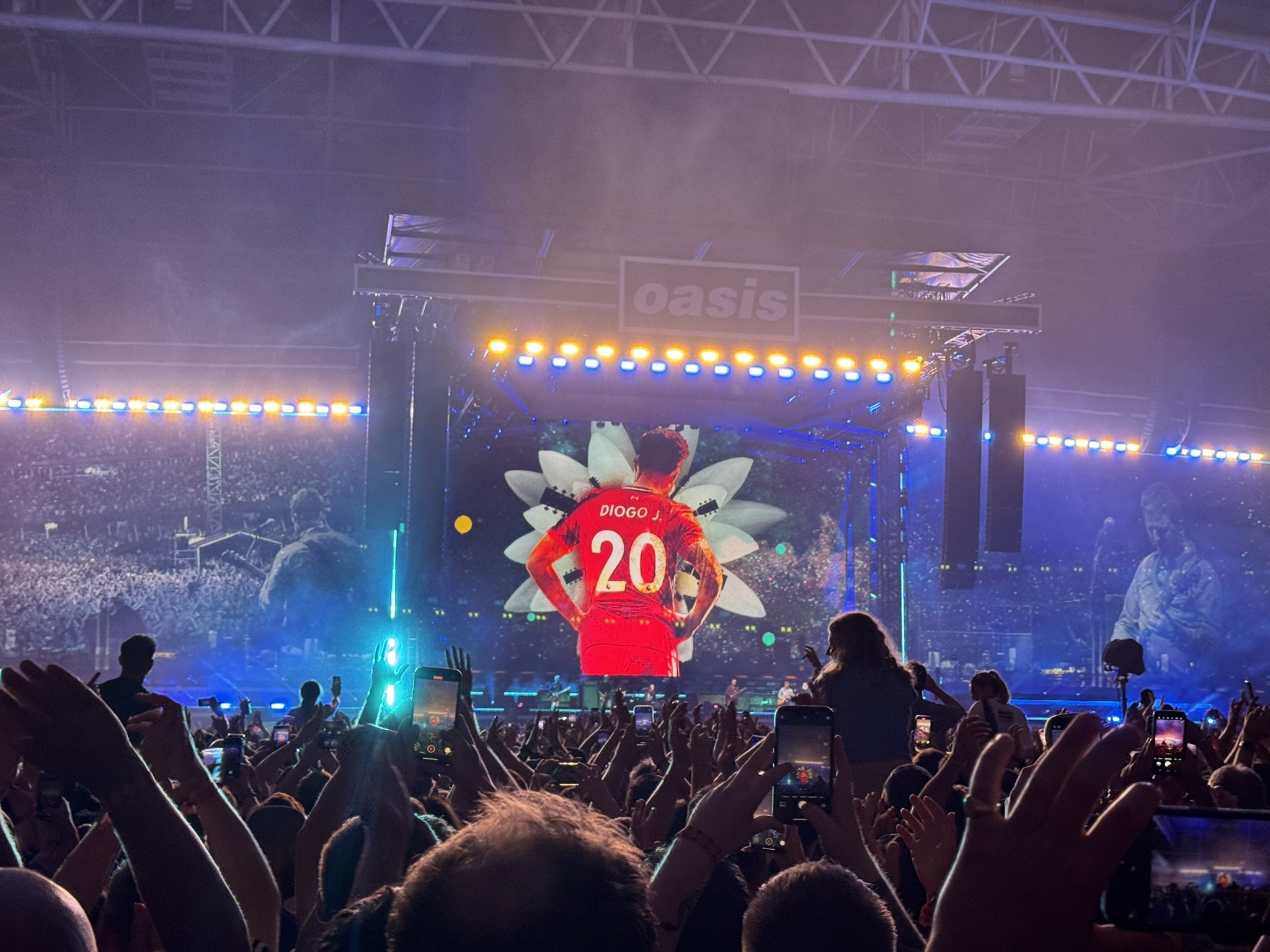
Homenaje del grupo musical Oasis a Diogo Jota en su gira Live '25 en el Millennium Stadium.

La repentina muerte de Jota recibió atención mediática internacional  y numerosas figuras del mundo del fútbol expresaron sus condolencias. El entrenador del Liverpool, Arne Slot, emitió un comunicado a través del club tras el fallecimiento del jugador: «Como club, estamos en completo shock. Diogo no solo era nuestro jugador, sino un ser querido para todos nosotros. Un compañero, un colega, un compañero y una persona excepcional en todas sus funciones». Michael Edwards, director de fútbol de Fenway Sports Group, y Richard Hughes, director deportivo del Liverpool, también emitieron un comunicado conjunto: «Nosotros, la familia del Liverpool, estamos desconcertados por esta tragedia...esta tragedia trasciende al Liverpool FC».
El club anunció en un comunicado en su sitio web que la camiseta número 20 de Jota sería "merecidamente inmortalizada", en referencia a sus destacadas actuaciones en la temporada 2024-25 de la Premier League.  Varios jugadores actuales y antiguos del Liverpool publicaron homenajes en redes sociales. El excapitán Jordan Henderson visitó personalmente el monumento conmemorativo de Anfield. El club abrió un libro de condolencias en Anfield y en línea en memoria de Diogo y André, y confirmó que el salario total pendiente del jugador se pagaría a su familia, en cuotas.  Su antiguo club, el Wolverhampton Wanderers, y miembro de la junta, Matt Wild, dijo: "Estamos profundamente conmocionados por la noticia. La muerte de Diogo es una tragedia en sí misma, pero que su hermano muera con él es casi incomprensible".
Jürgen Klopp, quien fichó a Jota para el Liverpool en 2020, recordó: «Diogo no solo fue un jugador fantástico, sino también un gran amigo, un esposo cariñoso y un padre dedicado. ¡Lo extrañaremos muchísimo!». El capitán de Portugal, Cristiano Ronaldo, escribió: «Simplemente no tiene sentido. Estuvimos juntos en la selección y ahora estás casado». Rúben Neves, Francisco Conceição y varios de sus compañeros internacionales también le rindieron homenaje. El exjugador y entrenador del Liverpool, Kenny Dalglish, dijo: «El fútbol es completamente irrelevante en este triste momento. Nos sentimos impotentes, ya que apenas podemos ayudar a su esposa y sus tres hermosos hijos, solo dos semanas después de la boda».
El presidente de la FIFA, Gianni Infantino, dijo: "Estoy profundamente entristecido por la trágica muerte de Diogo Jota y su hermano André Silva...ambos serán profundamente extrañados por la comunidad futbolística mundial". Los días 3 y 4 de julio de 2025, a petición de la Federación Portuguesa de Fútbol, se guardó un minuto de silencio antes de cada partido de la Eurocopa Femenina de la UEFA, incluido el partido entre Portugal y España, donde las jugadoras llevaron brazaletes. También se guardó un minuto de silencio antes de los cuartos de final de la Copa Mundial de Clubes de 2025, y las banderas ondearon a media asta en la sede de la FIFA en Zúrich.
El presidente portugués, Marcelo Rebelo de Sousa, expresó su conmoción y sus condolencias, destacando la juventud de Jota, su prometedora carrera y la nueva felicidad familiar, y añadió: «Tenía toda una vida por delante». El ministro, Luís Montenegro, describió la muerte como «inesperada y trágica», añadiendo que Jota había «traído un gran honor a Portugal». El príncipe Guillermo, patrón de la Asociación de Fútbol, también expresó sus condolencias: «Como miembro de la familia del fútbol, estoy profundamente entristecido por el fallecimiento de Diogo Jota y su hermano. Nuestros pensamientos están con su familia, amigos y todos los que lo conocieron».
La cantante islandesa Laufey interpretó la canción "You'll Never Walk Alone" en memoria de Jota en su concierto en Liverpool el 3 de julio de 2025. Oasis rindió homenaje a Jota en el primer concierto de su gira de regreso en Cardiff el 4 de julio de 2025 , cuando una imagen de Jota apareció en el proyector del escenario durante su interpretación de "Live Forever" con una camiseta del Liverpool. El grupo de apertura, Cast, de Liverpool, le dedicó la canción "Walkaway". El guitarrista portugués-estadounidense Nuno Bettencourt también dedicó su actuación a Jota en su concierto "Back to the Beginning" en Villa Park , Birmingham, el 5 de julio. Subió al escenario con la camiseta número 20 de Jota junto a Yungblud antes de la canción "Changes".
El 13 de julio de 2025, el Liverpool rindió homenaje a Jota y a su hermano durante un amistoso de pretemporada contra el Preston North End en Deepdale. Antes del inicio, jugadores y aficionados guardaron un minuto de silencio, con ambos equipos luciendo brazaletes negros. El capitán del Preston, Ben Whiteman, depositó una corona de flores ante la afición del Liverpool, que portaba pancartas con la leyenda "Por siempre nuestro número 20". Se reprodujo una versión de "You'll Never Walk Alone" y se proyectaron homenajes digitales por todo el estadio.
El 1 de agosto de 2025, su ex compañero de equipo del Liverpool, James Milner, anunció que usaría la camiseta número 20 del Brighton & Hove Albion en la temporada 2025-26 de la Premier League en su memoria.

## Selección nacional
Tras haber sido internacional en categorías inferiores, el 14 de noviembre de 2019 debutó con la selección absoluta de Portugal disputando los últimos minutos del encuentro de clasificación para la Eurocopa 2020 que el conjunto luso venció por 6-0 a Lituania.

### Participaciones en Eurocopas
| Copa          | Sede     | Resultado        | Partidos | Goles |
| ------------- | -------- | ---------------- | -------- | ----- |
| Eurocopa 2020 | Europa   | Octavos de final | 4        | 1     |
| Eurocopa 2024 | Alemania | Cuartos de final | 3        | 0     |

### Goles internacionales
| #  | Partido | Fecha                    | Estadio                                        | Oponente        | Gol | Resultado | Competición                         | Ref     |
| -- | ------- | ------------------------ | ---------------------------------------------- | --------------- | --- | --------- | ----------------------------------- | ------- |
| 1  | 3       | 5 de septiembre de 2020  | Estadio do Dragão, Oporto, Portugal            | Croacia         | 2-0 | 4-1       | Liga de Naciones de la UEFA 2020-21 | [ 108 ] |
| 2  | 7       | 14 de octubre de 2020    | Estadio José Alvalade, Lisboa, Portugal        | Suecia          | 2-0 | 3-0       | Liga de Naciones de la UEFA 2020-21 | [ 109 ] |
| 3  | 7       | 14 de octubre de 2020    | Estadio José Alvalade, Lisboa, Portugal        | Suecia          | 3-0 | 3-0       | Liga de Naciones de la UEFA 2020-21 | [ 109 ] |
| 4  | 11      | 27 de marzo de 2021      | Estadio Rajko Mitić, Belgrado, Serbia          | Serbia          | 0-1 | 2-2       | Clasificación para el Mundial 2022  | [ 110 ] |
| 5  | 11      | 27 de marzo de 2021      | Estadio Rajko Mitić, Belgrado, Serbia          | Serbia          | 0-2 | 2-2       | Clasificación para el Mundial 2022  | [ 110 ] |
| 6  | 12      | 30 de marzo de 2021      | Estadio Josy Barthel, Luxemburgo, Luxemburgo   | Luxemburgo      | 1-1 | 1-3       | Clasificación para el Mundial 2022  | [ 111 ] |
| 7  | 16      | 19 de junio de 2021      | Allianz Arena, Múnich, Alemania                | Alemania        | 2-4 | 2-4       | Eurocopa 2020                       | [ 112 ] |
| 8  | 21      | 7 de septiembre de 2021  | Estadio Olímpico de Bakú, Bakú, Azerbaiyán     | Azerbaiyán      | 0-3 | 0-3       | Clasificación para el Mundial 2022  | [ 113 ] |
| 9  | 23      | 24 de marzo de 2022      | Estadio do Dragão, Oporto, Portugal            | Turquía         | 2-0 | 3-1       | Clasificación para el Mundial 2022  | [ 114 ] |
| 10 | 28      | 24 de septiembre de 2022 | Sinobo Stadium, Praga, República Checa         | República Checa | 0-4 | 0-4       | Liga de Naciones de la UEFA 2022-23 | [ 115 ] |
| 11 | 33      | 11 de septiembre de 2023 | Estadio Algarve, Faro, Portugal                | Luxemburgo      | 5-0 | 9-0       | Clasificación para la Eurocopa 2024 | [ 116 ] |
| 12 | 33      | 11 de septiembre de 2023 | Estadio Algarve, Faro, Portugal                | Luxemburgo      | 7-0 | 9-0       | Clasificación para la Eurocopa 2024 | [ 116 ] |
| 13 | 37      | 4 de junio de 2024       | Estadio José Alvalade, Lisboa, Portugal        | Finlandia       | 2-0 | 4-2       | Amistoso                            | [ 117 ] |
| 14 | 38      | 8 de junio de 2024       | Estadio Nacional de Portugal, Oeiras, Portugal | Croacia         | 1-1 | 1-2       | Amistoso                            | [ 118 ] |

## Estadísticas

### Clubes
Actualizado al último partido disputado el 25 de mayo de 2025.
| Club                                     | Div.          | Temporada     | Liga  | Liga  | Liga   | Copas nacionales | Copas nacionales | Copas nacionales | Copas internacionales | Copas internacionales | Copas internacionales | Total | Total | Total  |
| Club                                     | Div.          | Temporada     | Part. | Goles | Asist. | Part.            | Goles            | Asist.           | Part.                 | Goles                 | Asist.                | Part. | Goles | Asist. |
| ---------------------------------------- | ------------- | ------------- | ----- | ----- | ------ | ---------------- | ---------------- | ---------------- | --------------------- | --------------------- | --------------------- | ----- | ----- | ------ |
| F. C. Paços de Ferreira Portugal         | 1.ª           | 2014-15       | 10    | 2     | 2      | 2                | 2                | 0                | —                     | —                     | —                     | 12    | 4     | 2      |
| F. C. Paços de Ferreira Portugal         | 1.ª           | 2015-16       | 31    | 12    | 1      | 4                | 4                | 0                | —                     | —                     | —                     | 35    | 16    | 1      |
| F. C. Paços de Ferreira Portugal         | Total club    | Total club    | 41    | 14    | 3      | 6                | 6                | 0                | 0                     | 0                     | 0                     | 47    | 20    | 3      |
| F. C. Oporto Portugal                    | 1.ª           | 2016-17       | 27    | 8     | 4      | 3                | 0                | 0                | 8                     | 1                     | 0                     | 38    | 9     | 4      |
| F. C. Oporto Portugal                    | Total club    | Total club    | 27    | 8     | 4      | 3                | 0                | 0                | 8                     | 1                     | 0                     | 38    | 9     | 4      |
| Wolverhampton Wanderers F. C. Inglaterra | 2.ª           | 2017-18       | 44    | 17    | 5      | 2                | 1                | 0                | —                     | —                     | —                     | 46    | 18    | 5      |
| Wolverhampton Wanderers F. C. Inglaterra | 1.ª           | 2018-19       | 33    | 9     | 5      | 4                | 1                | 2                | —                     | —                     | —                     | 37    | 10    | 7      |
| Wolverhampton Wanderers F. C. Inglaterra | 1.ª           | 2019-20       | 34    | 7     | 1      | 0                | 0                | 0                | 14                    | 9                     | 0                     | 48    | 16    | 1      |
| Wolverhampton Wanderers F. C. Inglaterra | Total club    | Total club    | 111   | 33    | 11     | 6                | 2                | 2                | 14                    | 9                     | 0                     | 131   | 44    | 13     |
| Liverpool F. C. Inglaterra               | 1.ª           | 2020-21       | 19    | 9     | 0      | 2                | 0                | 0                | 9                     | 4                     | 1                     | 30    | 13    | 1      |
| Liverpool F. C. Inglaterra               | 1.ª           | 2021-22       | 35    | 15    | 4      | 9                | 5                | 0                | 11                    | 1                     | 1                     | 55    | 21    | 5      |
| Liverpool F. C. Inglaterra               | 1.ª           | 2022-23       | 22    | 7     | 4      | 0                | 0                | 0                | 6                     | 0                     | 4                     | 28    | 7     | 8      |
| Liverpool F. C. Inglaterra               | 1.ª           | 2023-24       | 21    | 10    | 3      | 6                | 2                | 1                | 5                     | 3                     | 0                     | 32    | 15    | 4      |
| Liverpool F. C. Inglaterra               | 1.ª           | 2024-25       | 26    | 6     | 3      | 7                | 3                | 0                | 4                     | 0                     | 0                     | 37    | 9     | 3      |
| Liverpool F. C. Inglaterra               | Total club    | Total club    | 123   | 47    | 14     | 24               | 10               | 1                | 35                    | 8                     | 6                     | 182   | 65    | 21     |
| Total carrera                            | Total carrera | Total carrera | 302   | 102   | 32     | 39               | 18               | 3                | 57                    | 18                    | 6                     | 398   | 138   | 41     |

### Tripletes
| Partidos en los que anotó tres o más goles | Partidos en los que anotó tres o más goles | Partidos en los que anotó tres o más goles | Partidos en los que anotó tres o más goles | Partidos en los que anotó tres o más goles | Partidos en los que anotó tres o más goles | Partidos en los que anotó tres o más goles | Partidos en los que anotó tres o más goles |
| #                                          | Fecha                                      | Lugar                                      | Equipo                                     | Rival                                      | Goles                                      | Resultado                                  | Competición                                |
| ------------------------------------------ | ------------------------------------------ | ------------------------------------------ | ------------------------------------------ | ------------------------------------------ | ------------------------------------------ | ------------------------------------------ | ------------------------------------------ |
| 1                                          | 19 de enero de 2019                        | Molineux Stadium, Wolverhampton            | Wolverhampton Wanderers F. C.              | Leicester City F. C.                       | Gol · Gol · Gol                            | 4 - 3                                      | Premier League 2018-19                     |
| 2                                          | 20 de febrero de 2020                      | Molineux Stadium, Wolverhampton            | Wolverhampton Wanderers F. C.              | R. C. D. Espanyol                          | Gol · Gol · Gol                            | 4 - 0                                      | Liga Europa 2019-20                        |
| 3                                          | 3 de noviembre de 2020                     | Gewiss Stadium, Bérgamo                    | Liverpool F. C.                            | Atalanta B. C.                             | Gol · Gol · Gol                            | 0 - 5                                      | Liga de Campeones 2020-21                  |

## Palmarés

### Campeonatos nacionales
| Título           | Club                          | País       | Año  |
| ---------------- | ----------------------------- | ---------- | ---- |
| EFL Championship | Wolverhampton Wanderers F. C. | Inglaterra | 2018 |
| Copa de la Liga  | Liverpool F. C.               | Inglaterra | 2022 |
| FA Cup           | Liverpool F. C.               | Inglaterra | 2022 |
| Community Shield | Liverpool F. C.               | Inglaterra | 2022 |
| Copa de la Liga  | Liverpool F. C.               | Inglaterra | 2024 |
| Premier League   | Liverpool F. C.               | Inglaterra | 2025 |

### Campeonatos internacionales
| Título                      | Equipo                | Sede     | Año  |
| --------------------------- | --------------------- | -------- | ---- |
| Liga de Naciones de la UEFA | Selección de Portugal | Portugal | 2019 |
| Liga de Naciones de la UEFA | Selección de Portugal | Alemania | 2025 |